# Sent Martòri
Saint-Martory (en occità Sent Martòri) és un municipi del departament francès de l'Alta Garona, a la regió d'Occitània.